# Jasc Software

Logo von Jasc Software

Jasc Software, beheimatet in Eden Prairie, ein südlicher Vorort von Minneapolis, MN, USA, wurde 1991 von dem Piloten Robert Voit gegründet, der in Informatik bewandert war. Das Kürzel JASC steht für Jet And Software Company. Seit 1999 war Kris Tufto CEO von Jasc Software.
Robert Voit begann damit, Grafik-Applikationen zu entwickeln und sie in Diskussionsforen der Öffentlichkeit zugänglich zu machen. Durch die vielen Rückmeldungen wurde er weiter motiviert, an seinem hauptsächlichen Projekt, der Software Paint Shop Pro, mit der Arbeit fortzufahren. Die Version 1.0 wurde Anfang 1992 als Shareware veröffentlicht. Dieses Konzept wurde bis zur Version 5.0 beibehalten. Die jeweilige deutsche Version wurde vom autorisierten Redaktionsbüro Holger Lakies übersetzt und herausgegeben.
Jasc Software war später eine der wenigen großen Softwarefirmen, welche die Beta-Versionen ihrer Applikationen der Öffentlichkeit zugänglich machten.
Das Unternehmen wurde im Herbst 2004 vom Unternehmen Corel übernommen, um dessen Produktpalette abzurunden.